# Награда Дејмон Најт
Награда Дејмон Најт (енгл. The Damon Knight Memorial Grand Master Award), награда Америчког удружења писаца научне и епске фантастике (SFWA) има исти облик и додељује се на истој свечаности када и Небјула. Додељује се за животно дело, али само писцима који су у том тренутку живи. Због тог правила многа велика имена НФ књижевности (Блиш, Дик, Херберт, Шекли, Стерџен, Зелазни) нису добили ову награду.
Награда се раније звала Grand Master Award, али је, након смрти Дејмона Најта, оснивача SFWA добила његово име. 
Добитнике бира управа SFWA а не жири, а добитник се унапред обавештава. Да би се очувала валидност награде, додељује се максимално шест награда у једној декади.

## Листа досадашњих добитника
- 1975 Роберт А. Хајнлајн (1907-1988)
- 1976 Џек Вилијамсон (1908-2006)
- 1977 Клифорд Симак (1904-1988)
- 1979 Л. Спрејг де Камп (1907-2000)
- 1981 Фриц Лајбер (1910-1992)
- 1984 Андре Нортон (1912-2005)
- 1986 Артур Ч. Кларк (1917-2008)
- 1987 Ајзак Асимов (1920-1992)
- 1988 Алфред Бестер (1913-1987)
- 1989 Реј Бредбери (1920-)
- 1991 Лестер дел Реј(1915-1993)
- 1993 Фредерик Пол (1919-)
- 1995 Дејмон Најт (1922-2002)
- 1996 А. Е. ван Воукт (1912-2000)
- 1997 Џек Венс (1916-)
- 1998 Пол Андерсон (1926-2001)
- 1999 Хал Клемент (Хари Стабс) (1922-2003)
- 2000 Брајан В. Олдис (1925-)
- 2001 Филип Хосе Фармер (1918-2009)
- 2003 Урсула К. Ле Гвин (1929-)
- 2004 Роберт Силверберг (1935-)
- 2005 Ен Макафри (1926-)
- 2006 Харлан Елисон (1934-)
- 2007 Џејмс Ган (1923-)
- 2008 Мајкл Муркок (1939-)
- 2009 Хари Харисон (1925-2012)
- 2010 Џо Халдемен (1943-)
- 2011 -
- 2012 Кони Вилис (1945-)
- 2013 Џин Волфи (1931-)
- 2014 Самјуел Делани (1942-)
- 2015 Лери Нивен (1938-)
- 2016 Ц. Ј. Чери (1942-)
- 2017 Џејн Јолен (1939-)
- 2018 Питер С. Бигл (1939-)
- 2019 Вилијам Гибсон (1948-)